# Hans Talhoffer
Hans Talhoffer (también escrito Dalhover, Talhouer, Thalhoffer o Talhofer) fue un maestro de esgrima alemán del siglo XV.

## Biografía
La más antigua mención de Talhoffer es de 1433, cuando representó a Johann II von Reisberg, arzobispo de Salzburgo, ante la Santa Vehme. Poco después, en 1434, Talhoffer fue arrestado e interrogado por orden de Wilhelm von Villach (un sirviente de Alberto III, duque de Baviera) en relación con un juicio de un aristócrata nuremburgués llamado Jacob Auer, acusado de asesinar a su hermano. El juicio de Auer causó polémica y fue una fuente de conflictos en la región durante los siguientes dos años. Talhoffer se mantuvo al servicio del arzobispo durante unos años más. En 1437 es mencionado sirviendo de tesorero (Kastner) en Hohenburg.